# 吉田彰 (会計学者)
吉田 彰（よしだ あきら、1936年 - 1992年）は、日本の会計学者。専門は管理会計。横浜国立大学経営学部教授在任中急逝した。日本会計研究学会賞受賞。

## 人物・経歴
鳥取県生まれ。1966年東京大学大学院経営学研究科博士課程修了。横浜国立大学経営学部で教授を務め、日本において管理会計の先駆的研究を行い、1978年の『現代原価計算論』では日本会計研究学会賞を受賞した。1989年からは横浜国立大学経営学部長として、原価計算講座の改革を行った。1992年急逝。正四位勲三等瑞宝章追贈。

## 著書
- 『意志決定のための管理会計』同文館出版 1975年
- 『現代原価計算論』同文館出版 1978年